# Campeonato Mundial de Taekwondo de 1985
O Campeonato Mundial de Taekwondo de 1985 foi a 7ª edição do evento, organizado pela Federação Mundial de Taekwondo (WTF) entre 4 de setembro a 8 de setembro de 1985. A competição foi realizada na Arena Jamsil, em Seul, Coreia do Sul.

## Resultados
Os resultados foram os seguintes.
Masculino
| Evento        | Ouro                          | Prata                               | Bronze                               |
| Até 50 kg     | Coreia do Sul Lee Sun-jang    | Estados Unidos · Dae Sung Lee       | Costa do Marfim · Koidio Konan       |
| Até 50 kg     | Coreia do Sul Lee Sun-jang    | Estados Unidos · Dae Sung Lee       | Arábia Saudita · Abdullah Al-Najrani |
| Até 54 kg     | Coreia do Sul Kim Young-sik   | Costa do Marfim · Younousse Bathily | Itália · Geremia Di Costanzo         |
| Até 54 kg     | Coreia do Sul Kim Young-sik   | Costa do Marfim · Younousse Bathily | Estados Unidos · Sang Hon Cha        |
| Até 58 kg     | Coreia do Sul Yoo Myung-sik   | México · Gustavo Sanciprián         | Irão Feisal Danesh                   |
| Até 58 kg     | Coreia do Sul Yoo Myung-sik   | México · Gustavo Sanciprián         | Turquia · Cengiz Yağız               |
| Até 64 kg     | Coreia do Sul Han Jae-koo     | Turquia · Ahmet Ercan               | Itália · Lucio Cuozzo                |
| Até 64 kg     | Coreia do Sul Han Jae-koo     | Turquia · Ahmet Ercan               | República Dominicana · Iván Tejeda   |
| Até 70 kg     | Coreia do Sul Park Bong-kwon  | Itália · Pietro Carrieri            | Filipinas · Monsour del Rosario      |
| Até 70 kg     | Coreia do Sul Park Bong-kwon  | Itália · Pietro Carrieri            | Países Baixos · Reuben Thijs         |
| Até 76 kg     | Coreia do Sul Jeong Kook-hyun | Turquia · Metin Şahin               | Costa do Marfim · Patrice Remarck    |
| Até 76 kg     | Coreia do Sul Jeong Kook-hyun | Turquia · Metin Şahin               | Estados Unidos · Jay Warwick         |
| Até 83 kg     | Coreia do Sul Lee Dong-jun    | Irão Hassan Zahedi                  | Egito · Amr Khairy                   |
| Até 83 kg     | Coreia do Sul Lee Dong-jun    | Irão Hassan Zahedi                  | Estados Unidos · Douglas Crowper     |
| Mais de 83 kg | Países Baixos · Henk Meijer   | Coreia do Sul Kang Seung-woo        | Costa do Marfim · Abdoulaye Cissé    |
| Mais de 83 kg | Países Baixos · Henk Meijer   | Coreia do Sul Kang Seung-woo        | Egito · Moustafa El-Abrak            |

## Quadro de medalhas
O quadro de medalhas foi publicado. 
| Ordem | País                 | Medalha de ouro | Medalha de prata | Medalha de bronze | Total |
| ----- | -------------------- | --------------- | ---------------- | ----------------- | ----- |
| 1     | Coreia do Sul        | 7               | 1                | 0                 | 8     |
| 2     | Países Baixos        | 1               | 0                | 1                 | 2     |
| 3     | Turquia              | 0               | 2                | 1                 | 3     |
| 4     | Costa do Marfim      | 0               | 1                | 3                 | 4     |
| 4     | Estados Unidos       | 0               | 1                | 3                 | 4     |
| 6     | Itália               | 0               | 1                | 2                 | 3     |
| 7     | Irão                 | 0               | 1                | 1                 | 2     |
| 8     | México               | 0               | 1                | 0                 | 1     |
| 9     | Egito                | 0               | 0                | 2                 | 2     |
| 10    | República Dominicana | 0               | 0                | 1                 | 1     |
| 10    | Filipinas            | 0               | 0                | 1                 | 1     |
| 10    | Arábia Saudita       | 0               | 0                | 1                 | 1     |
| Total | Total                | 8               | 8                | 16                | 32    |